# TC Weimar 1912
Der TC Weimar 1912 e.V. ist ein thüringischer Tennisverein, der am 24. Oktober 1990 neu gegründet wurde. Seine Vorgänger waren der am 2. Juli 1912 gegründete Weimarer „Lawn-Tennis-Klub 1912“, der ab 1921 den Namen „Weimarer Tennisklub 1912“ trug. Nachdem mit dem Zweiten Weltkrieg der Tennissport in Thüringen zum Erliegen gekommen war, wurde er in der DDR in den Betriebssportgemeinschaften (BSG) Weimars neu aufgenommen. Nach der Wiedervereinigung Deutschlands wurde die BSG Turbine Weimar am 24. Oktober 1990 aufgelöst und in den TC Weimar 1912 e.V. überführt.
Er gehört dem Thüringer Tennis-Verband und dem Landessportbund Thüringen an.
Die Anlage des Vereins hat neun Sandplätze und drei Kunstrasenplätze. 2004 hatte der Verein zehn Mannschaften im Erwachsenenbereich und vier im Jugendbereich. Dabei sind die 1. Herren 30, die in der 2. Bundesliga Nord spielen, und die 1. Damen, die in der Regionalliga spielen, am höchsten einzustufen. Die 1. Herren 30 stiegen aber wieder ab; immerhin gelang ihnen ein Sieg gegen Oldenburg. In der Saison 2005 stieg die Mannschaft der 1. Damen aus der Regionalliga in die Oberliga ab.
Aushängeschild sind nun wieder die 1. Herren 30, die sich im Mittelfeld der Regionalliga etablieren konnten.
Zu den größten Erfolgen des Vereins gehören der Aufstieg der 1. Herren 30 in die 2. Bundesliga und zwei ostdeutsche Meisterschaften der 1. Herren 30 in den Jahren 2002 und 2003. 2004 wurde der Verein zum wiederholten Mal als bester Verein Thüringens ausgezeichnet.